# Maastricht University Campus Venlo
Maastricht University Campus Venlo, of UM Campus Venlo, is een satellietcampus van de Universiteit Maastricht (UM) in het centrum van de Nederlandse stad Venlo, ongeveer 80 km ten noorden van Maastricht.

## Geschiedenis
De Universiteit Maastricht opende in 1999 een frontoffice in Venlo om de kenniseconomie van de regio Noord-Limburg te versterken.
In 2009 is de campus verhuisd naar het gebouw van Fontys Hogeschool, waar de twee masteropleidingen, Global Supply Chain Management and Change, en Health Food Innovation Management, gehuisvest waren. De campus is op 10 oktober 2019 verhuisd naar de nieuwe locatie op de hoek van de Nassaustraat en de Keullerstraat. In september 2015 werd de campus uitgebreid met een bacheloropleiding.

## Onderwijsaanbod
De Universiteit Maastricht biedt in Venlo twee masteropleidingen aan: Global Supply Chain Management and Change, en Health Food Innovation Management. De voertaal voor alle opleidingen is Engels. Een deel van het onderwijs en onderzoek vindt plaats op de Brightlands Campus Greenport Venlo, gevestigd in een aantal gebouwen op Venlo Greenpark, het voormalige Floriade-terrein.
Daarnaast biedt de universiteit op de Campus Venlo een bacheloropleiding aan, het University College Venlo.

### Global Supply Chain Management and Change
De masteropleiding Global Supply Chain Management and Change is een eenjarig programma dat wordt aangeboden door de School of Business and Economics.

### Health Food Innovation Management
De master Health Food Innovation Management duurt twee jaar en wordt aangeboden door de faculteit Health, Medicine and Life Sciences.

### University College Venlo
In september 2014 werd door Universiteit Maastricht, de gemeente Venlo en de provincie Limburg een bacheloropleiding geopend, University College Venlo (UCV). Met deze liberal arts college kunnen studenten binnen drie jaar een Bachelor of Science of een Bachelor of Arts behalen. De cursusinhoud van UCV betreft vier richtingen:
- agribusiness
- gezonde voedingswijze en innovatie
- logistiek (de vroegere Vervoersacademie)
- Cradle to Cradle design.

De bacheloropleiding begon in september 2015 met de eerste lichting studenten. In 2018 zijn de eerste 10 studenten afgestudeerd aan de opleiding Liberal Arts & Science.

## Waardering
In 2018 stond het University College Venlo in de Keuzegids van dat jaar als beste university college van Nederland.